# Borūl-e Bālā
Borūl-e Bālā (persiska: برول بالا, برول) är en ort i Iran.   Den ligger i provinsen Khuzestan, i den centrala delen av landet, 500 km söder om huvudstaden Teheran. Borūl-e Bālā ligger 1 913 meter över havet och antalet invånare är 181.
Terrängen runt Borūl-e Bālā är huvudsakligen bergig, men åt nordväst är den kuperad.Runt Borūl-e Bālā är det ganska glesbefolkat, med 47 invånare per kvadratkilometer. Närmaste större samhälle är Şeydūn, 9,6 km väster om Borūl-e Bālā. Omgivningarna runt Borūl-e Bālā är i huvudsak ett öppet busklandskap.